# Billy Graham (còmic)
William Henderson Graham (Nova York, 1 de juliol de 1935 – 4 d'abril de 1997) va ser un autor de còmics afroamericà conegut pel seu treball a Marvel Comics per Luke Cage i Black Panther a la sèrie Jungle Action.

### Eclipse Comics
- Eclipse Magazine #2, 4–5 (1981–1982)
- Eclipse Monthly #8 (1984)
- Sabre #3–9 (1982–1984)

### Marvel Comics
- Haunt of Horror #2–3 (1974)
- Hero for Hire #1–16 (1972–1973)
- Journey into Mystery vol. 2 #2 (1972)
- Jungle Action #10–22 (1974–1976)
- Monsters Unleashed #11 (1975)
- Power Man #17 (1974)
- Power Man and Iron Fist #114 (1985)
- Vampire Tales #7 (1974)

### Warren Publishing
- Creepy #32 (1970)
- Eerie #28, 31 (1970–1971)
- Vampirella #1–3, 5, 7–8, 10, 12 (1969–1971)